# Lijst van gemeentelijke monumenten in Ouder-Amstel
De gemeente Ouder-Amstel heeft 27 gemeentelijke monumenten. Hieronder een overzicht. 

## Duivendrecht
De plaats Duivendrecht kent 6 gemeentelijke monumenten:
| Object                                   | Bouwjaar   | Architect           | Locatie            | Coördinaten                   | Nr.        | Afbeelding        |
| ---------------------------------------- | ---------- | ------------------- | ------------------ | ----------------------------- | ---------- | ----------------- |
| Het huis van de bovenmeester             | 1919       | Bijl, Gebr. van der | Rijksstraatweg 127 | 52° 19' 51" NB, 4° 56' 26" OL | 0437/WN001 | Upload foto       |
| Protestantse kerk                        | 1923       | Landman, Joh. G.    | Rijksstraatweg 129 | 52° 19' 50" NB, 4° 56' 27" OL | 0437/WN002 | Meer afbeeldingen |
| Voormalige boerderij Mijn Genoegen       | Circa 1870 |                     | Rijksstraatweg 186 | 52° 19' 35" NB, 4° 56' 15" OL | 0437/WN003 | Meer afbeeldingen |
| R.K. Urbanuskerk in neorenaissance-stijl | 1877       | Theodorus Asseler   | Rijksstraatweg 230 | 52° 19' 29" NB, 4° 56' 16" OL | 0437/WN004 | Meer afbeeldingen |
| Pastorie                                 | Circa 1880 |                     | Rijksstraatweg 232 | 52° 19' 28" NB, 4° 56' 16" OL | 0437/WN005 | Upload foto       |
| De Oude School                           |            |                     | Schoolpad 1-2      | 52° 17' 38" NB, 4° 54' 3" OL  | 0437/WN006 | Upload foto       |

## Ouderkerk aan de Amstel
De plaats Ouderkerk aan de Amstel kent 21 gemeentelijke monumenten:
| Object | Bouwjaar                    | Architect          | Locatie                               | Coördinaten                   | Nr.        | Afbeelding |
| --- | --------------------------- | ------------------ | ------------------------------------- | ----------------------------- | ---------- | --- |
| Goudstikkermonument | 1937                        |                    | Begraafplaats Karssenhof; Binnenweg 1 | 52° 18' 7" NB, 4° 54' 14" OL  | 0437/WN007 | Goudstikkermonument |
| Veldwachtersmonument | 1917                        |                    | Begraafplaats Karssenhof; Binnenweg 1 | 52° 18' 7" NB, 4° 54' 12" OL  | 0437/WN008 | Upload foto |
| Hoofdhuis Ooster-Amstel en achtergelegen koestal                                                                                                |                             |                    | Binnenweg 6b                          | 52° 18' 22" NB, 4° 54' 31" OL | 0437/WN009 | Hoofdhuis Ooster-Amstel en achtergelegen koestal                                                                                                |
| Boerderij Rundervreugd van het Amstellandse type met een dwars geplaatst voorhuis met stal erachter en een ernaast geplaatst zomerhuis met stal | 17de-eeuwse kern            |                    | Binnenweg 7                           | 52° 18' 27" NB, 4° 54' 30" OL | 0437/WN010 | Boerderij Rundervreugd van het Amstellandse type met een dwars geplaatst voorhuis met stal erachter en een ernaast geplaatst zomerhuis met stal |
| Boerderij De Drie Fonteinen van het Amstellandse type                                                                                           | ca. 1910                    |                    | Binnenweg 16                          | 52° 18' 49" NB, 4° 54' 25" OL | 0437/WN011 | Boerderij De Drie Fonteinen van het Amstellandse type                                                                                           |
| Boerderij bestaande uit een voorhuis en stal Over-Amstel                                                                                        | 1896                        |                    | Binnenweg 17                          | 52° 18' 52" NB, 4° 54' 24" OL | 0437/WN012 | Boerderij bestaande uit een voorhuis en stal Over-Amstel                                                                                        |
| Boerderij Strandvliet van het Amstellandse type                                                                                                 | 1761                        |                    | Binnenweg 18                          | 52° 18' 60" NB, 4° 54' 29" OL | 0437/WN013 | Boerderij Strandvliet van het Amstellandse type                                                                                                 |
| Café De Vrije Handel | 17e-eeuws                   |                    | Dorpsstraat 7                         | 52° 17' 49" NB, 4° 54' 13" OL | 0437/WN014 | Café De Vrije Handel |
| Kleine stadvilla Nicolette | 1912                        | Gebr. Van der Bijl | Dorpsstraat 18                        | 52° 17' 49" NB, 4° 54' 13" OL | 0437/WN015 | Kleine stadvilla Nicolette |
| Villa Welgelegen | 1905                        | J. Ruiter          | Dorpsstraat 28                        | 52° 17' 50" NB, 4° 54' 10" OL | 0437/WN016 | Villa Welgelegen |
| Woonhuizen Stroom en Lommer | Circa 1905                  |                    | Hoger Einde-Zuid 8-12                 | 52° 17' 53" NB, 4° 54' 5" OL  | 0437/WN017 | Woonhuizen Stroom en Lommer |
| Buitenhuis Vredelust | 17e-eeuws, in 1860 verbouwd |                    | Hoger Einde-Zuid 15                   | 52° 17' 53" NB, 4° 54' 4" OL  | 0437/WN018 | Buitenhuis Vredelust |
| Schoolmeestershuis | 1907                        | E.G. Wentink jn.   | Koningin Julianalaan 2                | 52° 17' 47" NB, 4° 54' 20" OL | 0437/WN019 | Schoolmeestershuis |
| Villa Huize Karma | Circa 1925                  |                    | Koningin Julianalaan 31               | 52° 17' 43" NB, 4° 54' 36" OL | 0437/WN020 | Villa Huize Karma |
| Boerderij Panta Rei | 1913                        |                    | Korte Dwarsweg 8                      | 52° 18' 13" NB, 4° 55' 32" OL | 0437/WN021 | Upload foto |
| Boerderij Kerklust met zomer - en winterhuis | 1907                        | Van der Bijl       | Rondehoep Oost 6                      | 52° 16' 55" NB, 4° 55' 11" OL | 0437/WN022 | Upload foto |
| Boerderij De Paerl met zomerhuis | Circa 1860                  |                    | Rondehoep West 43                     | 52° 16' 53" NB, 4° 52' 56" OL | 0437/WN023 | Boerderij De Paerl met zomerhuis |
| Boerderij | Circa 1900                  |                    | Rondehoep West 61                     | 52° 15' 42" NB, 4° 52' 50" OL | 0437/WN024 | Upload foto |
| Boerderij Mariabouw met zomerhuis | Circa 1880                  |                    | Waver 37ab                            | 52° 15' 48" NB, 4° 55' 21" OL | 0437/WN025 | Upload foto |
| Boerderij Swaneveld met stal en kapberg | 1915                        |                    | Waver 46                              | 52° 16' 12" NB, 4° 55' 41" OL | 0437/WN026 | Upload foto |
| Dieselgemaal De Ronde Hoep | 1913                        | W.C. en K. de Wit  | Waver 47                              | 52° 16' 21" NB, 4° 55' 34" OL | 0437/WN027 | Dieselgemaal De Ronde Hoep |